# A State of Trance 2018
A State of Trance 2018 – piętnasta kompilacja z serii A State of Trance, holenderskiego DJ-a i producenta muzycznego Armina van Buurena. Wydana została 27 kwietnia 2018 roku przez wytwórnię płytową Armada Music.

## Lista utworów
Opracowano na podstawie materiału źródłowego.

### Dysk 1: On the Beach
| 1.  | Armin van Buuren & Shapov – „The Last Dancer”                                        | 3:30    |
|     |                                                                                      |         |
| 2.  | Whiteout & Wilderness – „Yalung”                                                     | 2:52    |
|     |                                                                                      |         |
| 3.  | Tom Fall – „Cyclone”                                                                 | 3:15    |
|     |                                                                                      |         |
| 4.  | Estiva – „Bloom”                                                                     | 3:38    |
|     |                                                                                      |         |
| 5.  | Maor Levi – „Nova”                                                                   | 3:44    |
|     |                                                                                      |         |
| 6.  | Three Drives – „Sunset on Ibiza (BLR Remix)”                                         | 2:52    |
|     |                                                                                      |         |
| 7.  | Seven Lions – „Without You My Love (gościnnie: Rico & Miella) (Myon Definitive Mix)” | 3:40    |
|     |                                                                                      |         |
| 8.  | Alex Sonata – „Only One”                                                             | 3:20    |
|     |                                                                                      |         |
| 9.  | Denis Kenzo, Fahjah & Kate Miles – „Who I Am”                                        | 3:24    |
|     |                                                                                      |         |
| 10. | Wrechiski – „Fervour”                                                                | 3:44    |
|     |                                                                                      |         |
| 11. | The Blizzard – „Tind”                                                                | 3:23    |
|     |                                                                                      |         |
| 12. | Alex Sonata – „Bridges (gościnnie: Dean Chalmers)”                                   | 4:02    |
|     |                                                                                      |         |
| 13. | Purple Haze – „Bergen”                                                               | 2:33    |
|     |                                                                                      |         |
| 14. | The Thrillseekers & Hydra – „Affinity 2018”                                          | 3:23    |
|     |                                                                                      |         |
| 15. | Fatum – „Violet”                                                                     | 3:15    |
|     |                                                                                      |         |
| 16. | Super8 & Tab – „Burn (gościnnie: Hero Baldwin)”                                      | 4:38    |
|     |                                                                                      |         |
| 17. | GNX – „Empire”                                                                       | 2:52    |
|     |                                                                                      |         |
| 18. | Joel Hirsch & HALIENE – „Run to You”                                                 | 3:50    |
|     |                                                                                      |         |
| 19. | Protoculture – „Sanctuary”                                                           | 4:33    |
|     |                                                                                      |         |
| 20. | Alex Kunnari – „Sundown”                                                             | 3:26    |
|     |                                                                                      |         |
| 21. | Airbase – „Vermillion”                                                               | 3:25    |
|     |                                                                                      |         |
|     |                                                                                      | 1:13:19 |
|     |                                                                                      |         |

### Dysk 2: In the Club
| 1.  | Fatum – „Mowgli”                                                                     | 4:28    |
|     |                                                                                      |         |
| 2.  | Kyau & Albert – „The Night Sky”                                                      | 2:28    |
|     |                                                                                      |         |
| 3.  | Simon Patterson – „Fall for You (gościnnie: Lucy Pullin)”                            | 3:26    |
|     |                                                                                      |         |
| 4.  | David Gravell – „The Future”                                                         | 2:30    |
|     |                                                                                      |         |
| 5.  | DRYM & Omnia – „Ethereal”                                                            | 3:26    |
|     |                                                                                      |         |
| 6.  | Protoculture – „Thirty Three South”                                                  | 3:40    |
|     |                                                                                      |         |
| 7.  | Davey Asprey – „Kaiju”                                                               | 3:27    |
|     |                                                                                      |         |
| 8.  | KhoMha – „Tierra”                                                                    | 3:31    |
|     |                                                                                      |         |
| 9.  | Armin van Buuren & Rising Star – „Just as You Are (gościnnie: Fiora)”                | 2:56    |
|     |                                                                                      |         |
| 10. | Allen Watts – „Midnight”                                                             | 2:41    |
|     |                                                                                      |         |
| 11. | Assaf & Nianaro – „Chapter Ten”                                                      | 3:04    |
|     |                                                                                      |         |
| 12. | Craig Connelly – „This Life (gościnnie: Roxanne Emery)”                              | 3:46    |
|     |                                                                                      |         |
| 13. | Roman Messer – „Fireflies (gościnnie: Christina Novelli) (Jorn Van Deynhoven Remix)” | 3:26    |
|     |                                                                                      |         |
| 14. | Armin van Buuren & Alexander Popov – „Popcorn”                                       | 3:23    |
|     |                                                                                      |         |
| 15. | Giuseppe Ottaviani – „Till the Sunrise”                                              | 3:48    |
|     |                                                                                      |         |
| 16. | DRYM – „Spider”                                                                      | 3:25    |
|     |                                                                                      |         |
| 17. | Beatsole & TH3 ONE – „Maia”                                                          | 3:32    |
|     |                                                                                      |         |
| 18. | Sunset & Kiran M Sajeev – „Just a Dream”                                             | 3:26    |
|     |                                                                                      |         |
| 19. | „Sex, Love & Water (gościnnie: Conrad Sewell) (DRYM Remix)”                          | 3:32    |
|     |                                                                                      |         |
| 20. | Dogzilla – „Dogzilla (Alex Di Stefano Remix)                                         | 3:54    |
|     |                                                                                      |         |
| 21. | „Be in the Moment (ASOT 850 Anthem) (Ben Nicky Remix)”                               | 3:16    |
|     |                                                                                      |         |
|     |                                                                                      | 1:11:05 |
|     |                                                                                      |         |

## Twórcy
Opracowano na podstawie materiału źródłowego.
- Armin van Buuren – miksowanie
- Arjan Rietvink Online Mastering – mastering
- Marco van der Hoorn – mastering
- Ruud Baan – fotografia
- SNDR – fotografia
- Joris van Meegen – opracowanie graficzne

## Pozycje na listach
| Państwo  | Notowania (2018)    | Najwyższa pozycja |
| -------- | ------------------- | ----------------- |
| Holandia | Combi Album Top 100 | 13                |
| Holandia | Compilation Top 30  | 2                 |
| Polska   | OLiS                | 23                |

## Historia wydania
| Państwo  | Data             | Format              | Wytwórnia      | Źródło |
| -------- | ---------------- | ------------------- | -------------- | ------ |
| Holandia | 27 kwietnia 2018 | Płyta kompaktowa    | Armada Music   | [ 2 ]  |
| Holandia | 27 kwietnia 2018 | Dystrybucja cyfrowa | Armada Digital | [ 5 ]  |
| Polska   | 27 kwietnia 2018 | Płyta kompaktowa    | ProLogic Music | [ 6 ]  |